# Wampetits István
Wampetits István, Vampetich, Villányi (1903 – Göteborg, 1993) labdarúgó, fedezet, edző.

## Pályafutása

### Játékosként
Az 1920-as években a debreceni Bocskai FC csapatában játszott fedezet poszton.

### Edzőként
Edző pályafutását fiatalon még játékosként kezdte a Debreceni VSC csapatánál, ahol két alkalommal is a csapat vezetőedzője volt. 1937-től Svédországban dolgozott. Edzője volt a 
Degerfors IF, a Malmö FF, a Kalmar FF, az AIK, a Halmstads BK, az Örgryte IS és a HIFK csapatainak.